# 彎月
- 左上：上弦彎月
- 右上：開放彎月[a]
- 左下：閉合彎月[b]
- 右下：環島中的彎月藝術

彎月或稱新月、月牙是一種符號或徽章，用於代表北半球看到的月相中的第一象限（即「鐮刀月」），或延伸為代表月球本身的符號。
在印度圖像學中，濕婆經常被描繪為頭戴彎月，象徵他對時間的控制，以及他兼具創造與毀滅的特質。
彎月被用作占星術中月亮的符號，因此也是煉金術中銀的符號。它也是狄安娜/阿耳忒彌斯的象徵，因此代表處女。在天主教會的聖母崇拜中，它與聖母瑪利亞相關。
由於其在奧斯曼清真寺中作為屋頂頂飾的使用，彎月也與伊斯蘭教相關聯，並於1993年被引入作為穆斯林軍事牧師的牧師徽章。

## 象徵意義

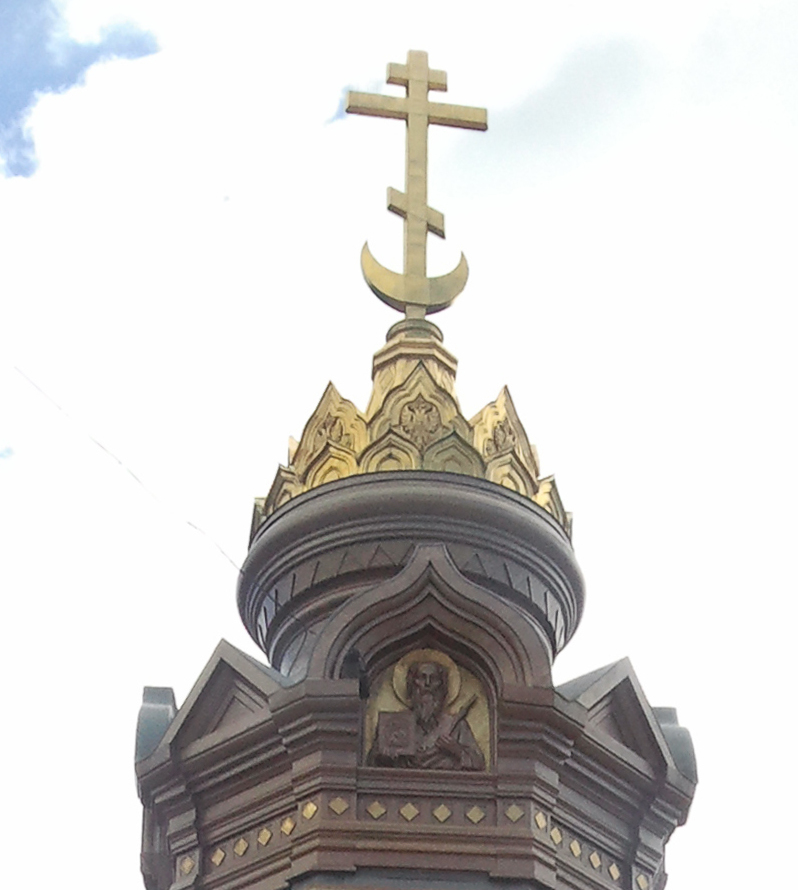
莫斯科普列夫納教堂上的十字架與彎月

彎月符號主要用於代表月亮，並不一定特指某個特定的月相。
當用於表示盈虧月相時，「彎月」或「漸盈彎月」指的是上弦月，而表示下弦月的符號則稱為「漸虧彎月」。
彎月符號長期以來在占星術中被用作月亮的象徵，並因此在煉金術中被用作銀的象徵（作為對應的金屬）。 彎月在占星術中的使用可以追溯到早期希臘的紙草文獻，這些文獻中包含占星圖。
在2世紀的《比安基尼星圖》中，月亮的擬人化形象被描繪為頭戴彎月。 彎月與伊什塔爾/阿斯塔特和狄安娜的古老聯繫在月亮（以彎月為象徵）代表女性原則（與代表男性原則的太陽相對）的觀念中得以保留，並且（由於阿耳忒彌斯-黛安娜是處女神）特別代表處女和女性的貞潔。
在基督教象徵中，彎月通過將聖母瑪利亞與啟示錄中的婦人（在啟示錄中描述為「腳踏月亮，頭戴十二星冠」）聯繫起來，進入了聖母圖像學。
最著名的聖母作為啟示錄婦人的形象是瓜達盧佩聖母。
在某些東正教教堂的圓頂上，特別是俄羅斯正教教堂，會出現一個十字架與彎月的組合。這象徵耶穌基督的雙重職分，即君王和大祭司。有時它被誤解為基督教戰勝伊斯蘭的象徵，但實際上它與伊斯蘭無關，因為帶有十字架與彎月設計的圓頂在12世紀的中世紀俄羅斯就已建造，早於伊斯蘭傳入基輔羅斯。

## 形狀

平面幾何中的弓形示例（陰影區域）。頂行的示例可以被視為彎月形狀，因為弓形不包含原始（最右側）圓盤的中心。

彎月形狀是一種弓形，後者由一個圓盤與另一個圓盤的一部分移除後形成，因此剩餘的形狀由兩個相交於兩點的圓弧所包圍。在彎月中，包圍的形狀不包含原始圓盤的中心。
兩個圓弧相交點附近的漸細區域被稱為彎月的「角」。古典的彎月形狀的角朝上（並且通常作為冠冕或頭飾佩戴，例如在月神的描繪中，或在波斯國王的頭飾中等）。
「彎月」一詞在詞源學上源自拉丁語動詞（意為「生長」）的現在分詞，技術上表示漸盈的月亮（luna crescens）。從北半球看，漸盈的月亮通常角朝左，而漸虧的月亮角朝右；然而，英語中的「彎月」一詞可以指代任何方向的彎月形狀，除了紋章學中使用的技術語言，其中「漸盈彎月」指的是角朝左的彎月形狀，「漸虧彎月」指的是角朝右的彎月形狀，而「彎月」一詞單獨使用時則表示角朝上的彎月形狀。
從觀察者角度看，被太陽照亮的部分少於一半的球體（最著名的是月亮）的形狀與平面幾何中通常稱為彎月的形狀不同：
假設明暗界線位於一個大圓上，彎月實際上會呈現為由半橢圓和半圓組成的圖形，橢圓的長軸與半圓的直徑重合。
Unicode 在 U+263D (☽) 處編碼了一個彎月（漸盈彎月），在 U+263E (☾) 處編碼了一個漸虧彎月。
雜項符號和象形文字區塊提供了帶有面孔的變體：U+1F31B 🌛 上弦月帶面孔 和 U+1F31C 🌜 下弦月帶面孔。

## 歷史

### 早期歷史

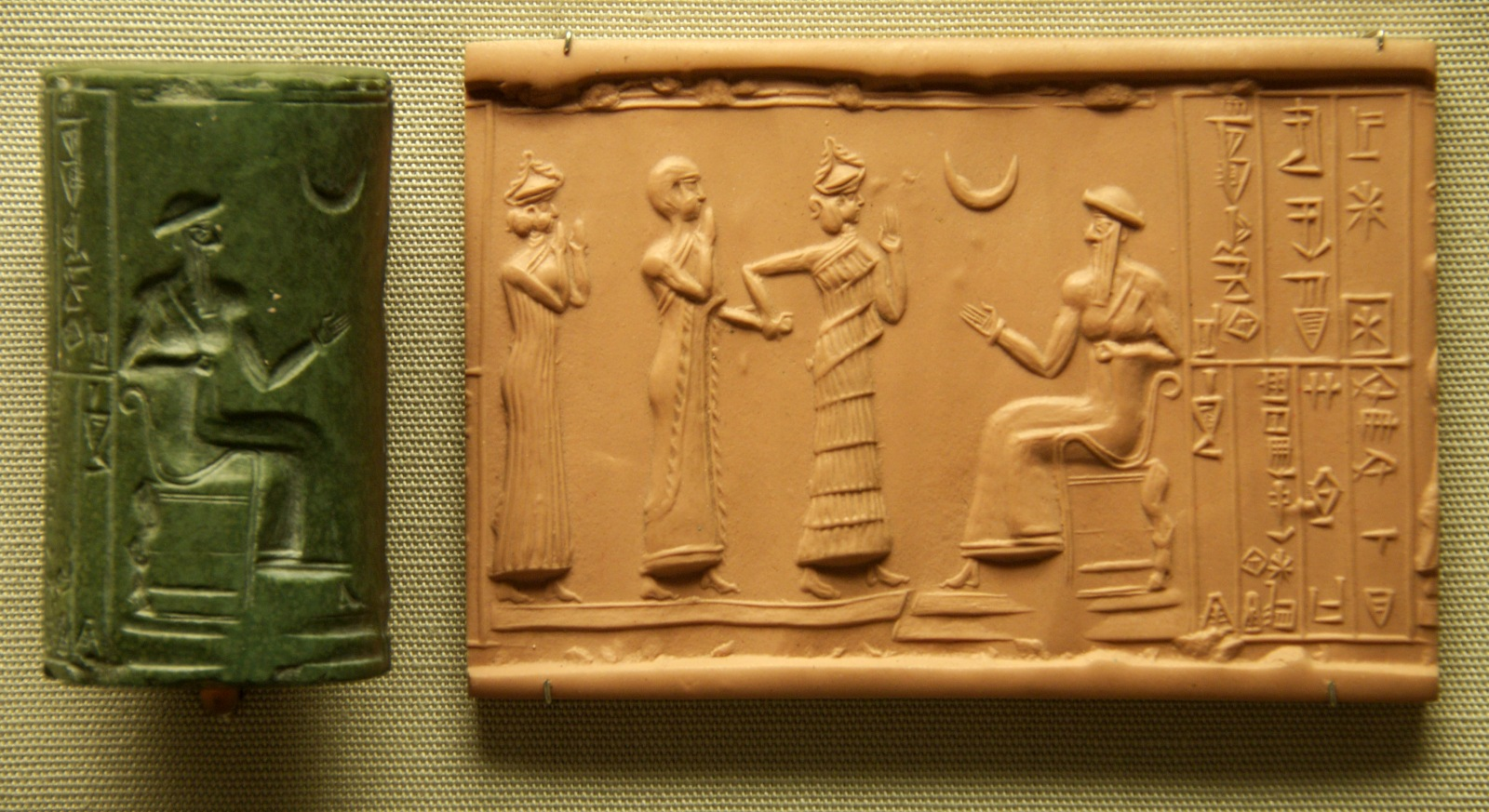
蘇美爾的圓筒印章，約公元前2400年，顯示月亮神以彎月符號表示

彎月形狀從早期開始就被用來代表月亮和月亮神南納/辛，早在公元前2300年的阿卡德圓筒印章中就可以看到。
埃及象形文字中代表月亮的符號也具有彎月形狀 
| N11 |

（加德納 N11, ı͗ꜥḥ「月亮」（帶有漸盈和漸虧的變體）；變體 N12 
| N12 |

）。此外，還有一個第19王朝的象形文字代表「月亮的下半部分被遮擋」（N9 
| N9 |

psḏ，帶有彎月形狀的變體 N10 
| N10 |

）。
彎月在古代近東的圖像學中被廣泛使用，並在公元前8世紀被腓尼基人使用，遠至現代突尼西亞和阿爾及利亞的迦太基和努米底亞。彎月和星星也出現在前伊斯蘭時期的南阿拉伯硬幣上。
星星和彎月的組合也出現在古代近東，代表月亮和伊什塔爾（金星），通常與太陽盤組合成三位一體。 這一象徵被薩珊和希臘化的圖像學所繼承。

### 古典時期
塞勒涅，月亮女神，被描繪為頭戴彎月，通常被稱為她的角，這是古代藝術作品中她的主要識別特徵。
在希臘化時期的圖像學中，彎月成為阿耳忒彌斯-狄安娜的象徵，這位與月亮相關的處女獵女神。許多描繪顯示阿耳忒彌斯-黛安娜頭戴彎月作為她頭飾的一部分。
相關的星星和彎月符號是本都王國的米特里達梯一世王朝的徽章，也被用作拜占庭的徽章。

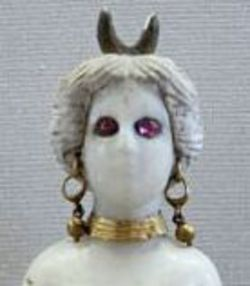
塔克布斯坦，來自前伊斯蘭時期的薩珊帝國。注意拱門上方的彎月。

### 中世紀

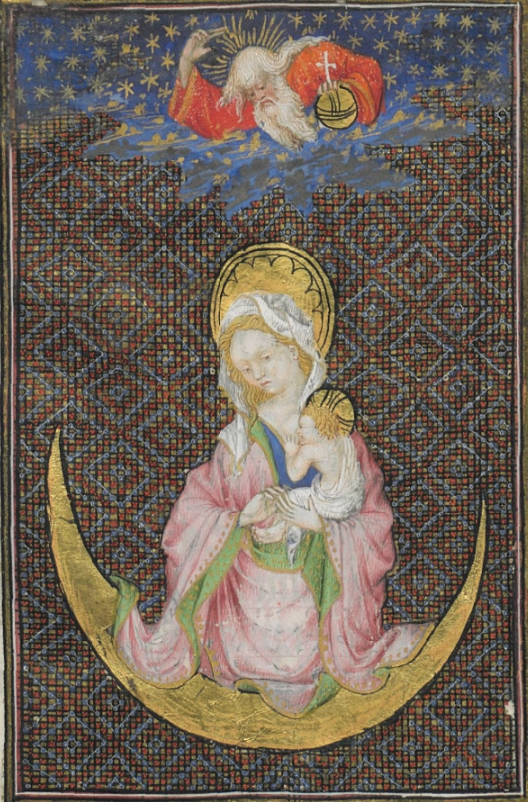
微型畫中的聖母與彎月（羅漢大師，安茹的勒內的《時辰書》，15世紀）

安傑利諾·杜爾塞特1339年地圖中顯示的金帳汗國旗幟

樸茨茅斯的市旗，源自塞浦路斯的伊薩克·科穆寧的中世紀紋章。

今天阿佐夫鎮的旗幟

麥西亞·德·維拉德斯地圖（1413年）中埃及馬穆魯克的紋章

愛爾蘭德羅赫達的鎮紋章

彎月在薩珊帝國中繼續作為徽章使用，被用作瑣羅亞斯德教的皇家或占星符號。在十字軍東征期間，它開始與東方（拜占庭帝國、黎凡特和海外領地）相關聯，並廣泛用於十字軍印章和硬幣中（通常與星星一起使用）。到了13世紀後期，它被用作紋章中的圖案。塞浦路斯的伊薩克·科穆寧是拜占庭帝國的宣稱者，他在被十字軍國王理查一世推翻之前統治塞浦路斯，他使用的紋章是「藍色背景上的金色彎月，並帶有一顆八芒星」。後來，理查國王將相同的紋章授予樸茨茅斯市，以表彰來自樸茨茅斯的士兵、水手和船隻在征服塞浦路斯中的重要作用。 這至今仍是樸茨茅斯的紋章。
安娜·諾塔拉斯是拜占庭帝國最後一位大公盧卡斯·諾塔拉斯的女兒，在君士坦丁堡陷落後移居意大利，她製作了一個帶有紋章的印章，其中包括「兩隻獅子，上方握著一個彎月，彎月上有十字架或劍」。
彎月從其在薩珊帝國的使用中，逐漸在穆斯林征服波斯後進入伊斯蘭圖像學。據說烏瑪爾將從薩珊首都泰西封捕獲的兩個彎月形裝飾品掛在天房中。
彎月也成為倭馬亞哈里發國的象徵。 彎月似乎從13世紀開始被伊斯蘭軍隊用作軍旗上的徽章，儘管學術界普遍認為彎月在伊斯蘭中的廣泛使用是在14至15世紀期間發展起來的。
這種旗幟的使用反映在14世紀的《知識之書》和加泰羅尼亞地圖集中。
例子包括歸因於加貝斯、特萊姆森、突尼斯和布達的旗幟， 以及努比亞/棟古拉（由安傑利諾·杜爾塞特於1339年記錄）和埃及馬穆魯克的旗幟。
羅馬天主教描繪聖母站立或坐在彎月上的風格在15世紀發展起來。

### 近代與現代

馬約特的紋章

黛安娜女神在古典神話中與月亮相關聯。因此，代表彎月的女性珠寶，尤其是頭飾，在近代早期變得流行。塔羅牌中的「女祭司」也戴著彎月頭飾。
康拉德·格呂嫩貝格在其《聖地朝聖》（1486年）中一致地描繪了聖地城市帶有彎月頂飾。
自16世紀以來，彎月旗幟似乎已在奧斯曼船隻上使用。
描繪勒班陀戰役（1571年）的版畫，包括羅馬的阿戈斯蒂諾·巴貝里戈在戰役後幾週內製作的版畫， 以及威尼斯的馬蒂諾·羅塔在次年製作的版畫，顯示奧斯曼船隻懸掛著帶有一個或多個彎月的旗幟，方向各異（基於這些版畫的紀念性繪畫也顯示了這一點）。羅塔還展示了許多彎月頂飾，無論是在船隻上還是在背景中描繪的堡壘上，以及一些帶有星星或太陽光芒的頂飾，在某些情況下，太陽光芒與彎月組合成星星和彎月的配置。
星星和彎月作為奧斯曼帝國象徵的正式採用始於蘇丹穆斯塔法三世（1757–1774年）統治期間，並在蘇丹阿卜杜勒·哈米德一世（1774–1789年）和蘇丹塞利姆三世（1789–1807年）時期得到確立。1793年的一項（法令）規定，奧斯曼海軍的船隻必須懸掛該旗幟。
穆罕默德·阿里於1805年成為埃及的帕夏，他引入了埃及的第一面國旗，紅色背景上帶有三個白色彎月，每個彎月旁都有一顆白色星星。
彎月與奧斯曼帝國的關聯似乎在20世紀逐漸導致彎月形狀與伊斯蘭教的聯繫。 紅新月似乎早在1877/8年俄土戰爭期間就被用作紅十字的替代品，並於1929年正式採用。
儘管自1970年代以來，一些伊斯蘭組織已將彎月作為其標誌或徽章（例如1980年成立的《彎月國際》雜誌），但一些穆斯林出版物傾向於強調，將歷史上用於穆斯林軍隊旗幟的彎月解釋為伊斯蘭教的「宗教象徵」是「歐洲基督徒」的錯誤。 彎月被視為「伊斯蘭象徵」的識別早在1928年就被詹姆斯·黑斯廷斯稱為「常見錯誤」，甚至「東方主題的權威作家」也容易犯這種錯誤。
彎月曾被用於美國獨立戰爭的一面旗幟上，稱為自由（或穆爾特里）旗。
三重女神的象徵是一個圓圈，兩側各有一個向左和向右的彎月，分別代表處女、母親和老婦的原型。 生物危害符號與其有奇特的相似之處。

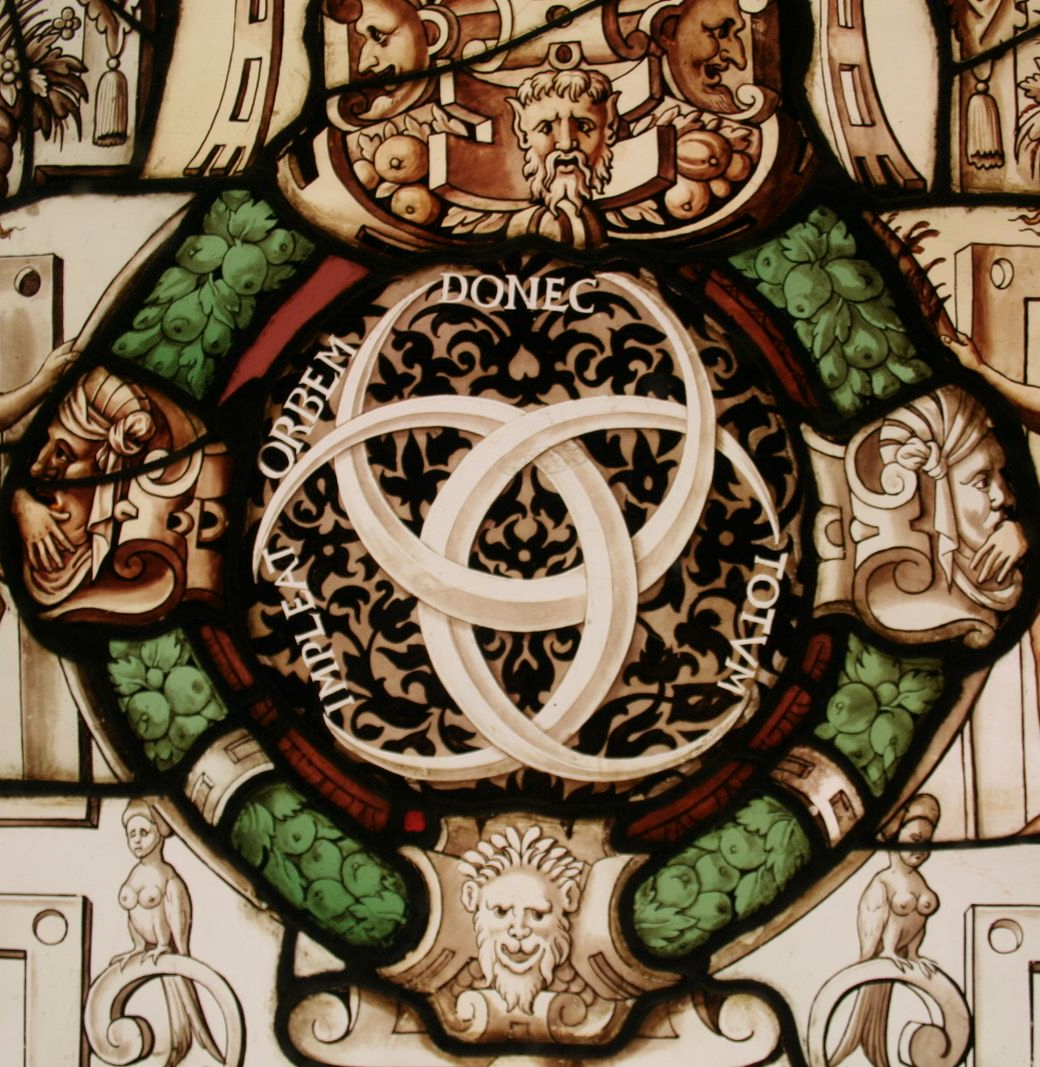
亨利二世的三重彎月徽章（埃庫昂城堡）
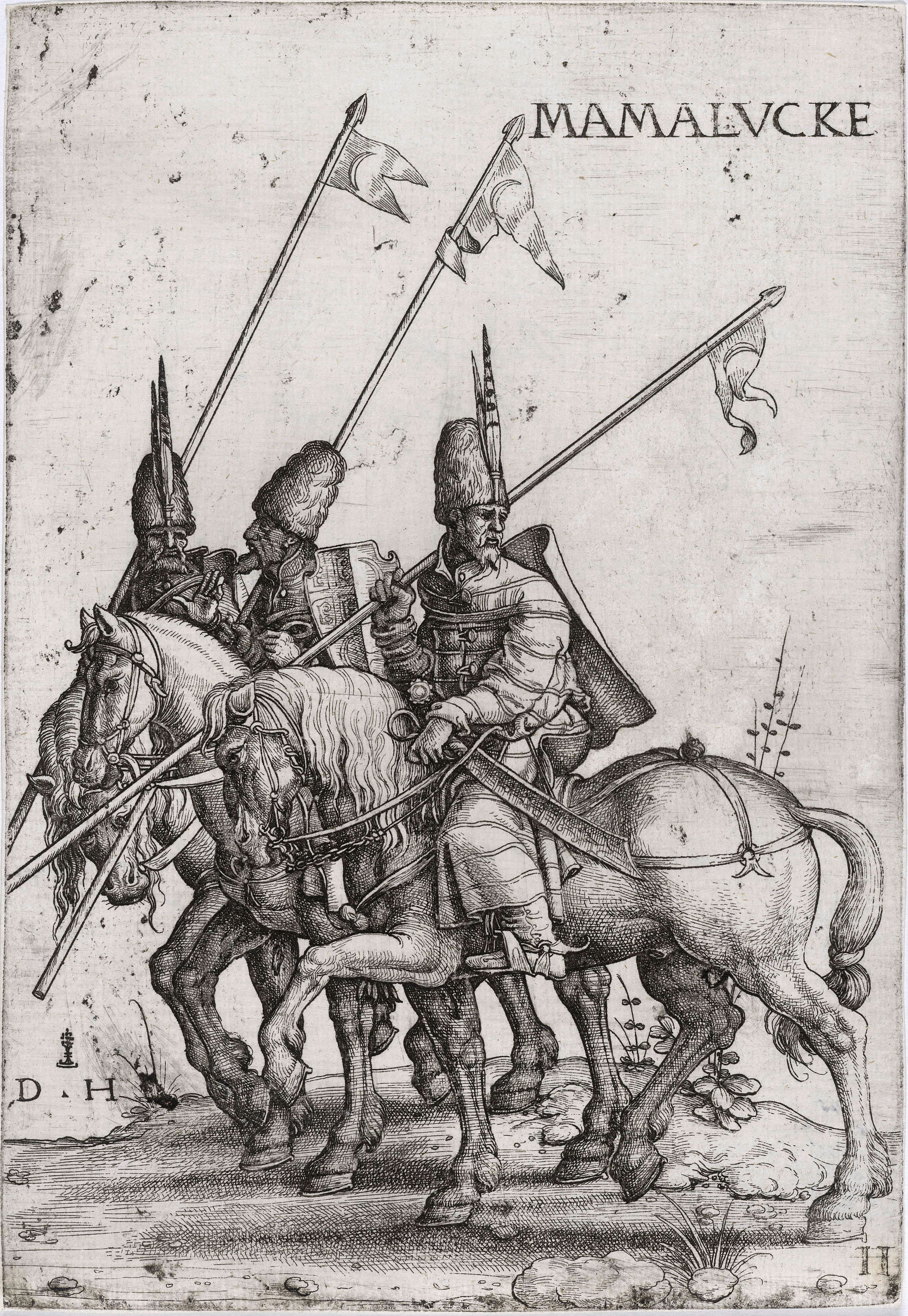
馬穆魯克槍騎兵，16世紀初（丹尼爾·霍普弗的蝕刻版畫）
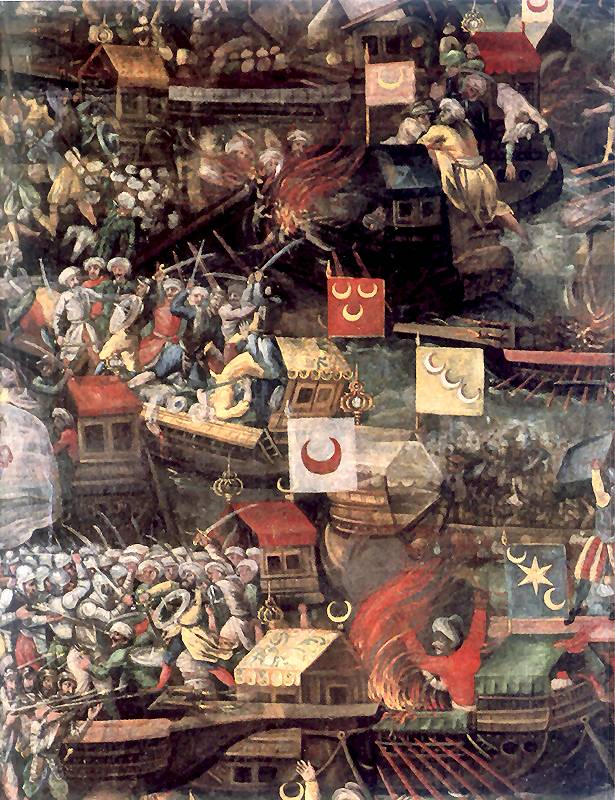
托馬索·多拉貝拉繪製的1571年勒班陀戰役（約1632年）顯示了多種歸因於奧斯曼帝國的海軍旗幟。
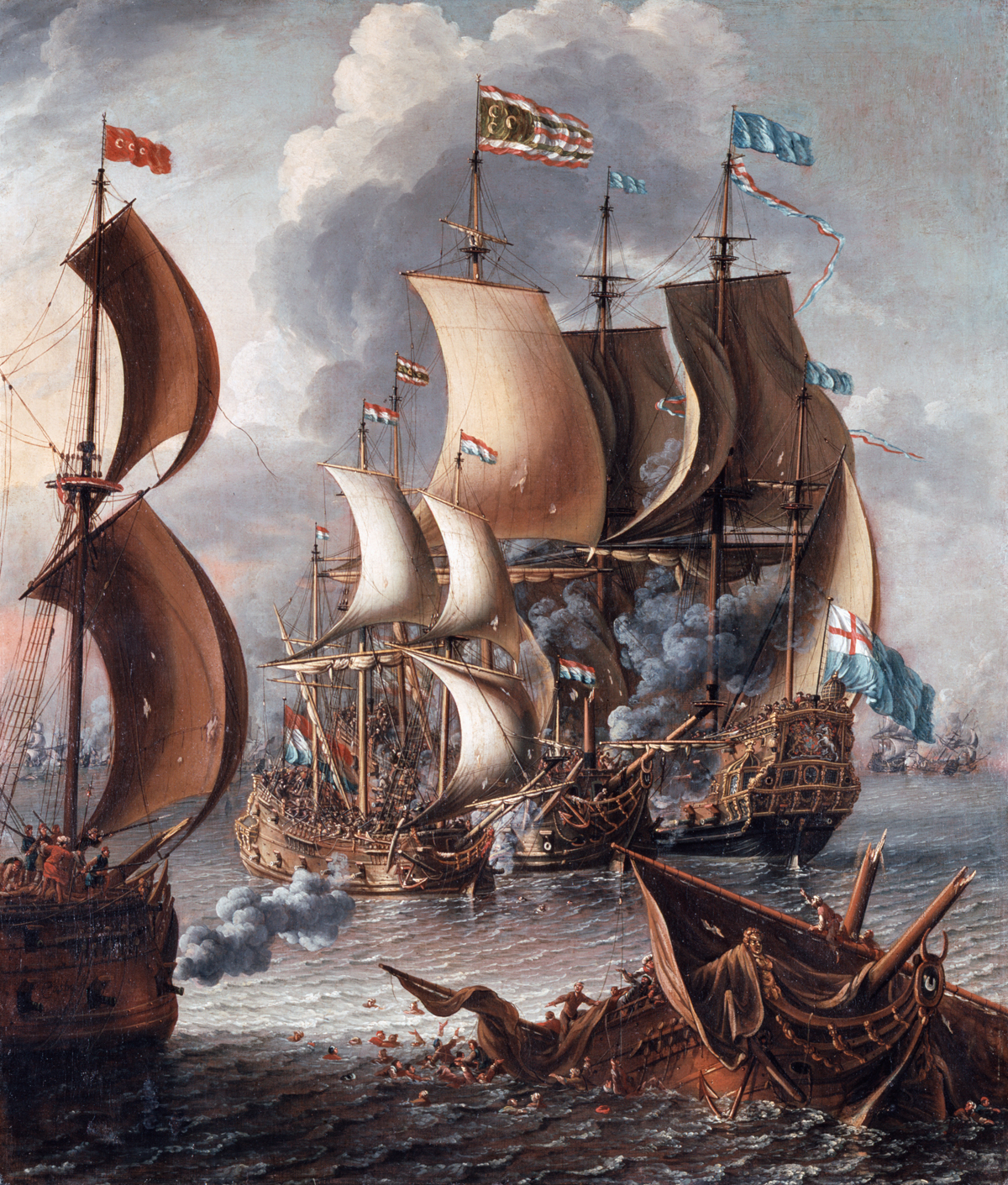
勞雷斯·卡斯特羅繪製的奧斯曼阿爾及爾海戰畫作，約1681年
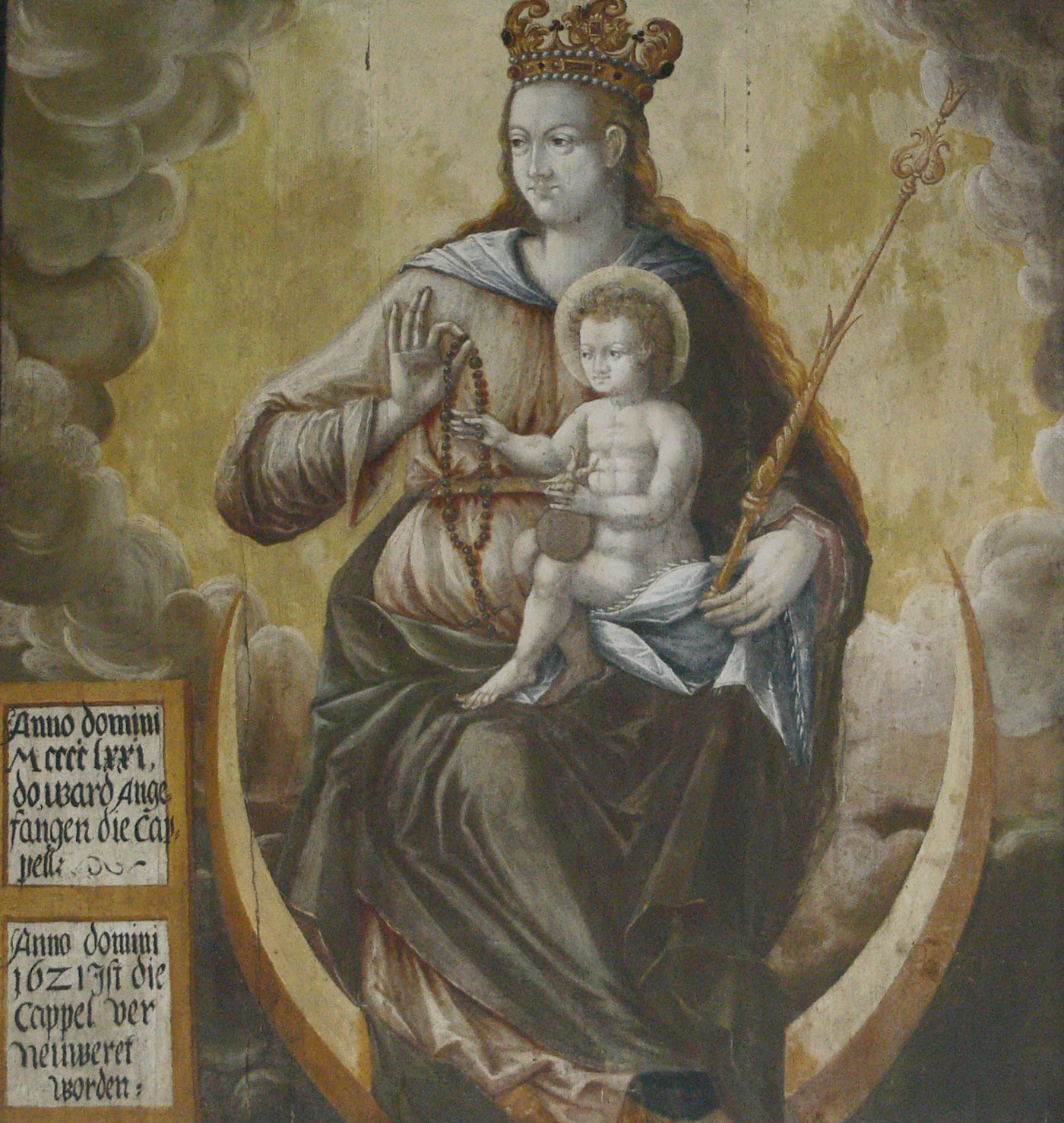
彎月上的聖母，巴德瓦爾德塞教堂（17世紀）
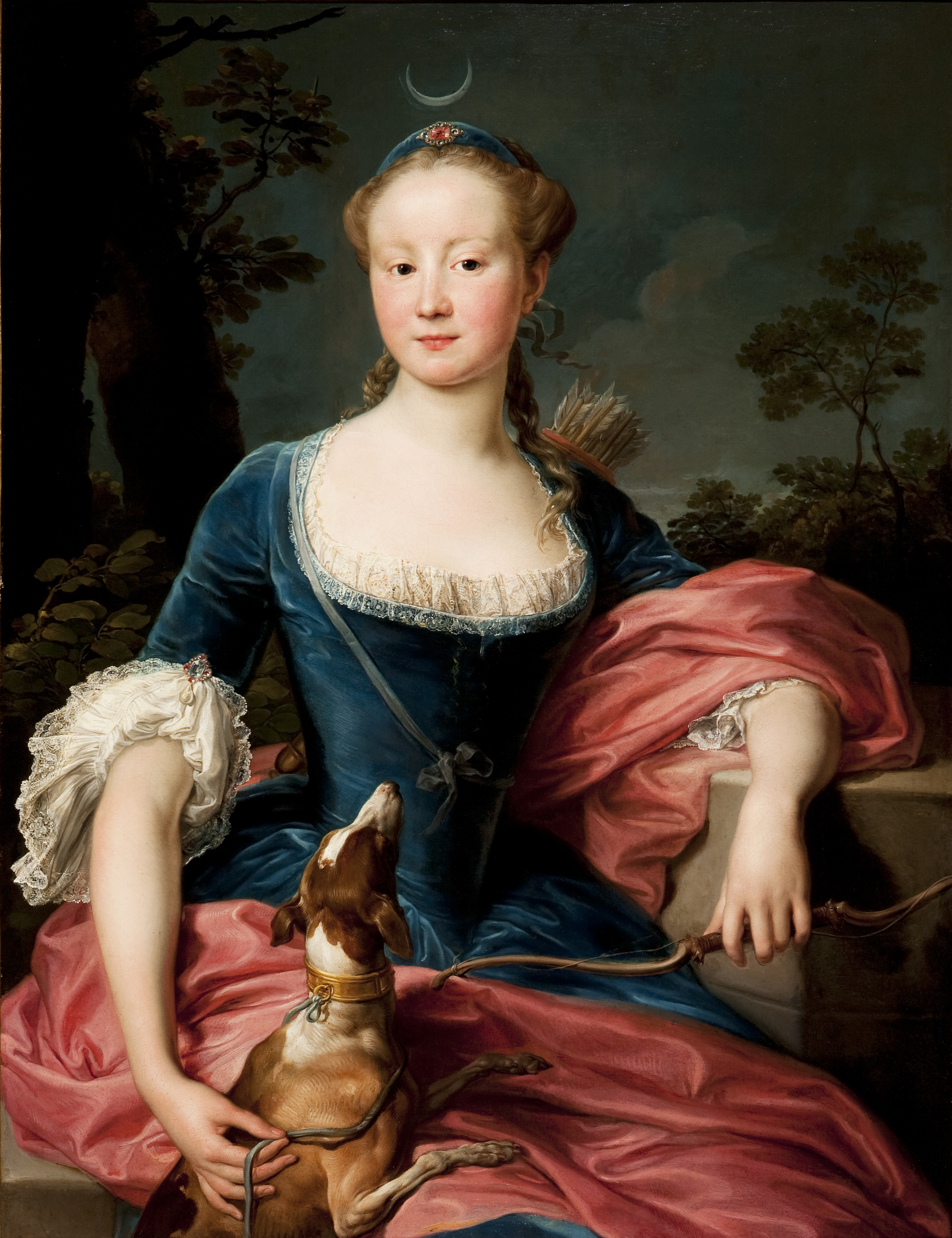
龐貝奧·巴托尼繪製的《作為黛安娜的女士肖像》（1760年代）
三重女神的象徵
一個帶有向上彎月的圓圈，代表威卡教的角神

## 紋章學
自13世紀以來，彎月一直被用作紋章中的圖案。
在紋章術語中，單獨使用「彎月」一詞時，指的是角朝上的彎月。角朝左（dexter）的彎月稱為「漸盈彎月」（或簡稱「漸盈」），而角朝右（sinister）的彎月稱為「漸虧彎月」（或「漸虧」）。角朝下的彎月稱為「反向彎月」。兩個角彼此遠離的彎月稱為「背對背」。
《西布馬赫紋章書》（1605年）中有48個帶有一個或多個彎月的紋章，例如：
- 藍色背景，一個銀色彎月被一支橫向的金色箭矢穿透，上方有三顆六芒星，下方有兩顆六芒星（von Hagen, p. 176）；
- 藍色背景，一個漸盈彎月和一個漸虧彎月背對背，金色（von Stoternheim, p. 146）；
- 垂直分割，金色和黑色，一個彎月和上方三顆六芒星，顏色互換（von Bodenstein, p. 182）。

在英國紋章中，彎月被用作表示次子的區別標誌。

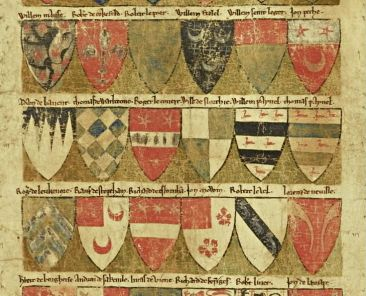
波蘭紋章上的反向彎月。

## 當代使用
彎月仍然作為占星符號和天文符號代表月亮。
單獨使用彎月的旗幟比星星和彎月組合少見。沒有星星的彎月出現在南卡羅來納州州旗（1861年）、全印度穆斯林聯盟（1906-1947年）、馬爾代夫國旗（1965年）、伊斯蘭合作組織旗幟（1981年） 以及阿拉伯聯盟的旗幟中。
新奧爾良被暱稱為「彎月之城」，彎月（或彎月和星星）被用於代表該市的官方徽章。
彎月，通常帶有面孔，出現在許多現代歐洲市鎮的紋章中，例如：
德國：本尼希海姆、代蒂希霍芬、多格恩、耶森旺、卡爾施泰特、米歇爾費爾德、瓦爾德布龍；
瑞士：博斯維爾、德特利孔、內拉赫（源自16世紀的新阿姆特紋章）；
法國：卡岑塔爾、莫爾塞夫；
馬爾他：科爾米；
瑞典：特羅薩市。
印在軍用口糧包裝盒上的彎月是美國國防部用於表示補給品的符號。該符號用於包裝食品，但不用於新鮮農產品或用於轉售的物品。
自1993年以來，彎月也被用作穆斯林牧師的牧師徽章。

南卡羅來納州州旗（1861年）
馬爾代夫國旗（1965年）
國際紅十字與紅新月運動的標誌
土耳其民族主義行動黨的標誌
「夢想客機」標誌被繪製在許多波音787上
第1-54 正規軍營「得土安」的紋章（西班牙陸軍）

## 其他稱為「彎月」的事物

肥沃月彎

「彎月」一詞也可能指形狀類似彎月的物體，例如形成弧形的房屋、一種紙牌遊戲、彎月星雲、腎小球彎月（腎小球的彎月形疤痕）， 肥沃月彎（美索不達米亞和埃及之間大致形成彎月形狀的肥沃土地），以及「牛角包」（該詞的法語形式）這種彎月形狀的糕點。

### 腳註
1. ↑  開放彎月的尖端在月球的圓盤上呈對立位置。
2. ↑  閉合彎月是通過從較大的圓中移除較小圓的重疊部分而形成的。